# Mutisia
Mutisia es un género de plantas con flores perteneciente a la familia  Asteraceae. Comprende 155 especies descritas y de estas, solo 55 aceptadas. La especie Mutisia decurrens fue declarada, el 24 de agosto de 2004, como flor provincial de Neuquén, Argentina.

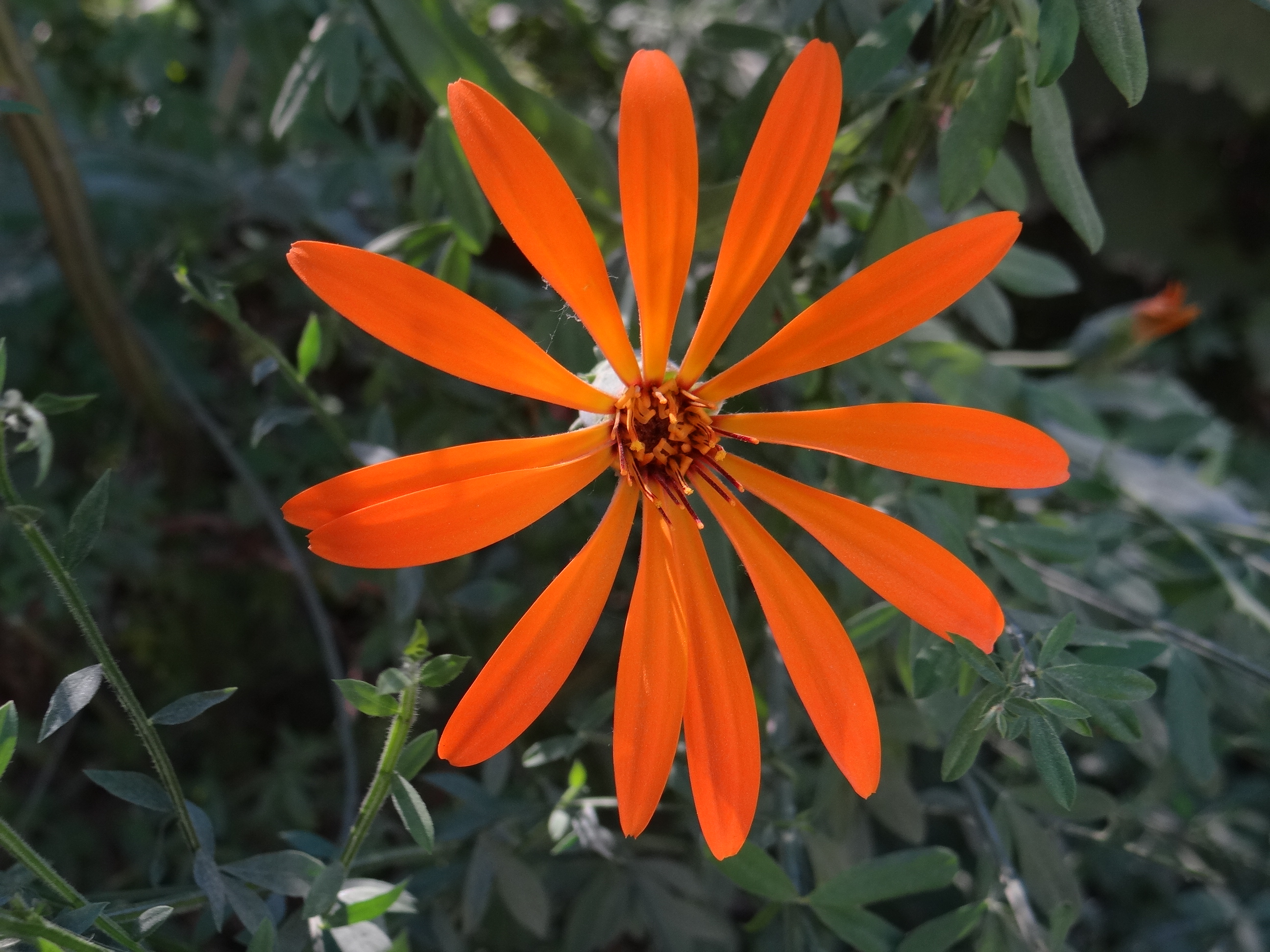
La especie Mutisia decurrens se puede encontrar tanto en la provincia del Neuquén como en la de Río Negro (Argentina), y en Chile como flor nativa.

## Taxonomía
El género fue descrito por Carlos Linneo el Joven y publicado en Supplementum Plantarum 57, 373. 1781[1782].
Etimología
Mutisia nombre genérico otorgado en honor de José Celestino Mutis (1732, 1808) botánico español.

## Especies
- Mutisia coccinea en Uruguay.Mutisia acerosa Poepp. ex Less.

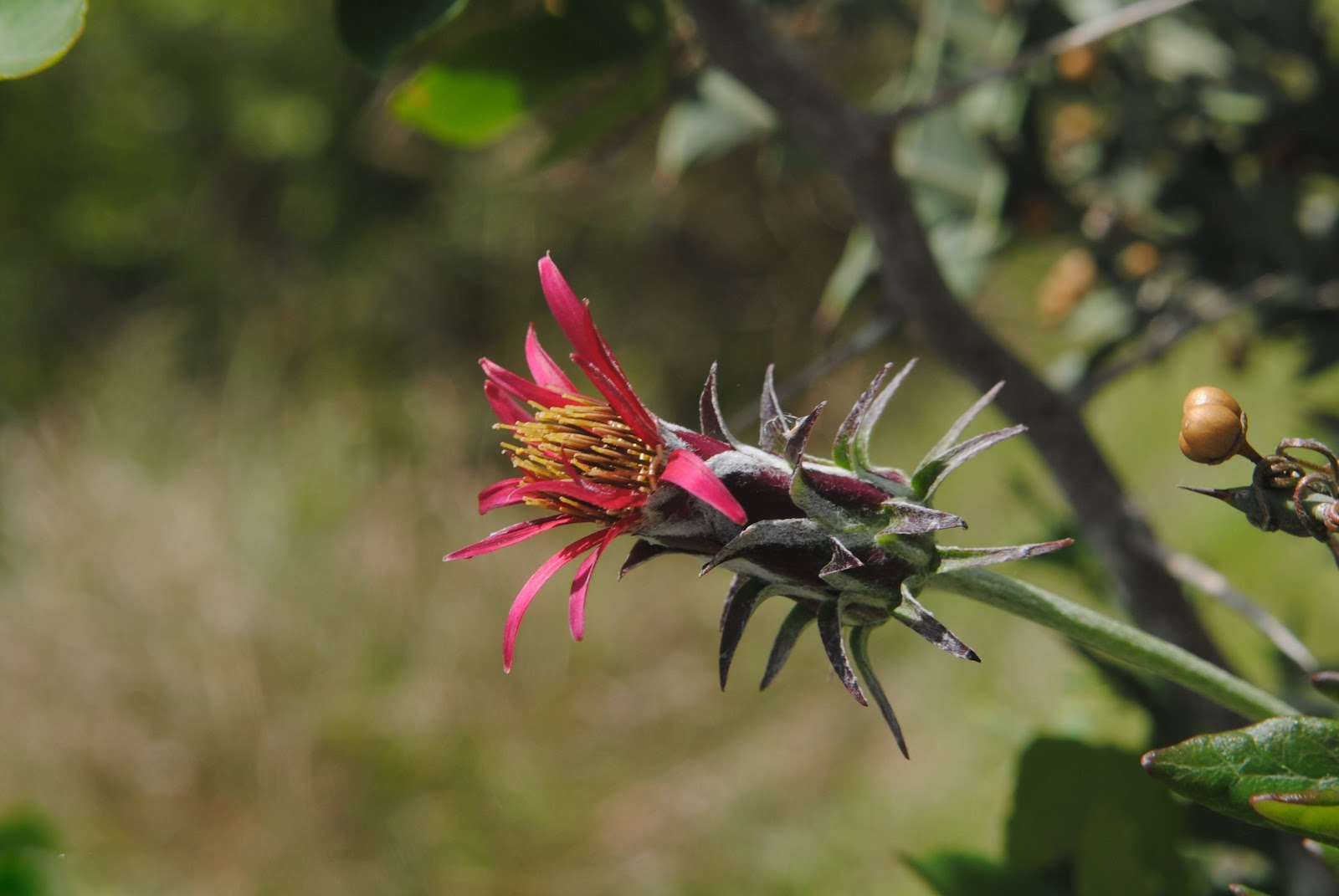
Mutisia coccinea en Uruguay.

- Mutisia acuminata Ruiz & Pav. - chinchilculma, chinchinculma, chincumpa, huincus.[5]
- Mutisia alata Hieron.
- Mutisia andersonii Sodiro ex Hieron.
- Mutisia araucana Phil.
- Mutisia brachyantha Phil.
- Mutisia burkartii Cabrera
- Mutisia caldasiana Cuatrec.
- Mutisia campanulata Less.
- Mutisia cana Poepp. & Endl.
- Mutisia castellanosii Cabrera
- Mutisia coccinea A.St.-Hil.
- Mutisia cochabambensis Hieron.
- Mutisia comptoniifolia Rusby
- Mutisia decurrens Cav.
- Mutisia digodon
- Mutisia friesiana Cabrera
- Mutisia glabrata Cuatrec.
- Mutisia grandiflora Humb. & Bonpl.
- Mutisia hamata Reiche
- Mutisia homoeantha Wedd.
- Mutisia ilicifolia Cav.
- Mutisia ilicifolia Hook.
- Mutisia intermedia Hieron.
- Mutisia kurtzii R.E.Fr.
- Mutisia lanata Ruiz & Pav.
- Mutisia lanigera Wedd.
- Mutisia latifolia D.Don
- Mutisia ledifolia Decne. ex Wedd.
- Mutisia lehmannii Hieron.
- Mutisia linearifolia Cav.
- Mutisia linifolia Hook.
- Mutisia lutzii G.M.Barroso
- Mutisia macrophylla Phil.
- Mutisia magnifica C.Ulloa & P.Jørg.
- Mutisia mandoniana Wedd. ex Cabrera
- Mutisia mathewsii Hook. & Arn.
- Mutisia microcephala Sodiro ex Cabrera
- Mutisia microphylla Willd. ex DC.
- Mutisia ochroleuca Cuatrec.
- Mutisia oligodon Poepp. & Endl.
- Mutisia orbignyana Wedd.
- Mutisia pulcherrima Muschl.
- Mutisia retusa J.Rémy
- Mutisia rosea Poepp. ex Less.
- Mutisia saltensis Cabrera
- Mutisia santanderana Cuatrec.
- Mutisia sinuata Cav.
- Mutisia sodiroi Hieron.
- Mutisia speciosa Aiton ex Hook.
- Mutisia spectabilis Phil.
- Mutisia spinosa Ruiz & Pav.
- Mutisia splendens Renjifo
- Mutisia stuebelii Hieron.
- Mutisia subspinosa
- Mutisia subulata
- Mutisia tridens Poepp. ex Less.
- Mutisia vicia J. Koster
- Mutisia viridis Cuatrec.